# Dan Donegan
Pour les articles homonymes, voir Donegan.
Dan Donegan (né le 1er août 1968 à Oak Lawn, dans l'Illinois) est un musicien américain plus connu pour être le guitariste du groupe de nu metal Disturbed. Donegan a commencé à jouer de la guitare adolescent et a plus tard formé Vandal, un groupe de glam rock dans les années 1980. Pendant son adolescence, Donegan avait les cheveux longs. D'après le DVD de Disturbed appelé M.O.L, Dan obtint son premier travail avec son père en faisant de la construction. Il était obligé de couper ses cheveux, mais a préféré utiliser une perruque pour faire croire à son père qu'il les avait coupés. Ce plan a marché, et son père l'a laissé garder ses longs cheveux.
Au début de sa carrière avec Disturbed, Donegan jouait sur une guitare Gibson Les Paul et une SG. Il a ensuite opté pour un modèle Paul Reed Smith, puis un modèle Tremonti, puis un PRS Singlecut. Mais en 2005, Washburn Guitars a construit un modèle signature pour Donegan appelé le Maya (le nom de sa fille). Dan est un fan des cordes de guitare GHS Boomer. Selon le site internet de Schecter, il aurait maintenant signé chez Schecter Guitars Research.

## Sources
- Site officiel de Disturbed
- Page du modèle Maya